# Renzo Rabino
Renzo Facundo Rabino Albín (* 19. Dezember 1997 in Young) ist ein uruguayischer Fußballspieler.

## Karriere
Der 1,76 Meter große Defensivakteur Rabino steht seit der Apertura der Spielzeit 2015/16 im Kader des uruguayischen Zweitligisten Club Atlético Atenas, blieb aber zunächst ohne Einsatz. Er debütierte er am 9. Juli 2017 in der Segunda División, als er beim 1:0-Heimsieg gegen den Club Atlético Rentistas von Trainer Adolfo Barán in der 85. Spielminute für Gustavo Pintos eingewechselt wurde. Insgesamt absolvierte er in der laufenden Saison 2017 bislang (Stand: 16. August 2017) eine Zweitligapartie (kein Tor).